# Лоренц, Алоиз
Алоиз Лоренц (словац. Alojz Lorenc; 21 июня 1939, Тренчин) — генерал чехословацкой госбезопасности, в 1985—1989 — заместитель министра внутренних дел, последний начальник Службы госбезопасности ЧССР. Участник политических интриг в руководстве КПЧ. Сыграл важную, но двусмысленную роль в ноябрьских событиях 1989 года. После Бархатной революции приговорён к тюремному заключению за злоупотребления властью, выраженные в политических репрессиях. Реального срока не отбывал. В независимой Словакии известен как крупный предприниматель безопасности.

## Служба в армии
Родился в семье словацкого портного. Раннее детство пришлось на годы Второй мировой войны и нацистской оккупации. После средней школы поступил в военное училище Попрада. Затем окончил артиллерийское училище в Праге, Кошице и Мартине.
С 1960 Алоиз Лоренц служил в Чехословацкой народной армии. Командовал взводом зенитной артиллерии. Окончил курсы офицеров-радиолокаторщиков.
В 1963 поручик Лоренц направлен на учёбу в Высшее артиллерийское техническое училище, потом — в Военную академию имени Антонина Запотоцкого (Брно). Отличался успехами, был рекомендован для научных исследований.
С 1962 Лоренц состоял в правящей Компартии Чехословакии (КПЧ). Был секретарём парторганизации кафедры электро- и радиотехники.

## Служба в госбезопасности

### Спецуправление и словацкий регион
В 1970 Алоиз Лоренц в звании капитана перешёл в Службу госбезопасности (StB) ЧССР. Первоначально служил в Специальном управлении StB, занимался методиками криптографии и шифрования, совершенствованием технического оснащения. В 1975—1977 майор Лоренц — криптолог 1-го класса, начальник научно-исследовательского отдела Спецуправления. Разработанная под руководством Лоренца модель шифровальной машины получила высокую оценку специалистов КГБ СССР. За этот успех Лоренцу было присвоено звание подполковника.
В 1977—1981 полковник Лоренц — и. о. начальника Спецуправления StB. Был самым молодым руководителем управления чехословацкой госбезопасности. Характеризовался начальством как отличный профессионал, «универсальный эксперт». Отмечались «здоровые амбиции» Лоренца, его способность к неформальному лидерству и «доминированию в команде». В то же время в характеристике говорилось о его дисциплинированности, вежливости и личном обаянии. Показательно, что должностной оклад Лоренца в StB достигал 13 тысяч крон, что шестикратно превышало тогдашнюю среднюю зарплату в ЧССР.
В январе 1981 Алоиз Лоренц назначен заместителем начальника, в мае того же года — начальником территориального управления StB по Братиславе и Западно-Словацкому краю. Впоследствии Лоренцу вменялись аресты почти трёх сотен человек.
В марте 1983 получил звание генерал-майора. Следующий месяц Лоренц провёл в Москве, где прослушал месячные курсы для руководящих функционеров Высшей школы КГБ.

### Замминистра и глава StB
1 ноября 1985 генерал Лоренц назначен первым заместителем министра внутренних дел ЧССР. В ведении Лоренца находилась StB — госбезопасность ЧССР структурно принадлежала к МВД. В 1985—1988, при министре Вратиславе Вайнаре (партийный дипломат), Лоренц фактически руководил МВД, в 1988—1989, при министре Франтишеке Кинцле (кадровый функционер госбезопасности) являлся его правой рукой. В апреле 1989 Лоренцу было присвоено звание генерал-поручика (генерал-лейтенанта).
Особое внимание Лоренц уделял политическому сыску, экономической разведке и техническим службам. Было создано новое Главное управление контрразведки, сосредоточившее все виды «борьбы с внутренним врагом». Под руководством Лоренца StB максимально уплотнила полицейский контроль над обществом, расширила осведомительскую сеть, внедрила новую агентуру в диссидентские круги, интеллигентскую и студенческую среду.
Политически Алоиз Лоренц придерживался коммунистических взглядов, был убеждённым сторонником режима КПЧ. В 1968 он поддержал подавление Пражской весны силами Варшавского договора — поскольку «происходящее угрожало руководящей роли партии» (сам он, однако, не принимал в этом участия, поскольку находился на отдыхе в Румынии). В то же время Лоренц не отрицал необходимости некоторых реформ, которые повысили бы эффективность государственного управления ЧССР.

## Интриги и революция
В конце 1980-х Алоиз Лоренц примыкал к группе руководителей КПЧ, которые ориентировались на горбачёвскую Перестройку. Лидерами этой группы являлись Любомир Штроугал и Ладислав Адамец. Не предвидя дальнейшего развития событий, они считали, что отстранение консервативного руководства (Милош Якеш, Густав Гусак, Алоис Индра, Вильям Шалгович, Мирослав Штепан), ограниченные преобразования и использование перестроечной риторики позволят укрепить власть КПЧ. Революционные процессы 1989 в других странах Восточной Европы — польский Круглый стол и победа Солидарности, венгерский транзит власти, падение Берлинской стены, отставка Тодора Живкова — побудили их действовать на опережение.
Алоиз Лоренц как глава госбезопасности сыграл важную роль в ноябрьских событиях 1989 года. Впоследствии генеральный секретарь КПЧ Якеш обвинял Лоренца в намеренном дезинформировании высшего партийного руководства. 17 ноября 1989 Лоренц организовал оперативную провокацию: по его приказу офицер StB Людвик Зифчак внедрился в студенческую демонстрацию и при столкновении с полицией притворился убитым. Это спровоцировало мощный всплеск массовых протестов. В следующие дни Лоренц отдал распоряжение силам госбезопасности не вмешиваться в события. Таким образом, коммунистическая госбезопасность Чехословакии активно способствовала антикоммунистической Бархатной революции — хотя планировала всего лишь заменить некоторые руководящие кадры.

## Судебное преследование
Эти «невольные заслуги перед революцией» не были Лоренцу зачтены. 21 декабря 1989 он был отстранён от должности первого заместителя министра и главы StB. Незадолго до того он успел отдать приказ об уничтожении архивов госбезопасности. 
В 1990 новые власти ЧСФР привлекли Алоиза Лоренца к уголовной ответственности. Допрашивал его член парламентской комиссии Вацлав Бартушка, один из лидеров ноябрьского студенческого движения. Он охарактеризовал Лоренца как «умного, сильного и опасного врага». Около года Лоренц провёл в предварительном заключении.
В 1993 Алоиз Лоренц был приговорён к 4 годам тюремного заключения за злоупотребления властью — произвольные аресты диссидентов. Однако к тому времени произошло разделение ЧСФР на Чехию и Словакию. Алоиз Лоренц принял словацкое гражданство и обосновался в Братиславе. Только в 2002 словацкий суд приговорил Лоренца к 1 году 3 месяцам заключения условно
(формально мягкость приговора обосновывалась «невозможностью получить обвинительные материалы из Чехии»). Такая снисходительность к организатору репрессий вызвала возмущение общественности, но осведомлённые эксперты объясняли её связями крупных словацких политиков с прежней StB.

## Бизнес безопасности
В независимой Словакии Алоиз Лоренц занялся бизнесом в сфере охраны и безопасности. Он основал предприятия безопасности RISC Consulting и Alfa VS. В 1998 к услугам Alfa VS обратилась крупная финансовая компания Penta Investments. Структура Лоренца курирует в компании защиту информации и внутреннее функционирование. Наблюдатели отмечают особое положение Лоренца в Penta: он не только располагает корпоративной автомашиной и зарезервированным парковочным местом (что не принято в компании), но и может рассматривать бумаги и компьютерные файлы любого сотрудника. Общается на работе в жёстком приказном стиле («руки с клавиатуры!» и т. п.).
Совладелец компании Славомир Гащак характеризует Лоренца как «человека опытного и авторитетного в своей сфере» — и потому финансистам безразлично, «служил ли он в КГБ или в ЦРУ, был ли диссидентом или членом ЦК».
В феврале 2019 Алоиз Лоренц был замечен в братиславском торговом центре, где бывший премьер-министр Словакии Роберт Фицо, по мнению журналистов, встречался с итальянским бизнес-партнёром, обвиняемым в связях с мафией. Эта ситуация была воспринята как слежка Лоренца за Фицо.
Комментаторы отмечают, что глава коммунистической госбезопасности вполне вписался в капиталистическую систему и в новых условиях «не производит впечатления неудачника».

## Частная жизнь
Алоиз Лоренц женат, имеет сына. Владимир Лоренц-младший проживает в Великобритании. В Словакии он известен как предприниматель-финансист, связанный деловым партнёрством с крупными фигурами из круга Роберта Фицо. Мирослав Лоренц, брат Алоиза Лоренца — профессиональный военный. В 1970 он был исключён из КПЧ «за политическую пассивность».
В 1992 Алоиз Лоренц опубликовал написанные в заключении мемуары «Министерство страха?» о чехословацкой госбезопасности. В 2000 вместе с писателем Паволом Яником Лоренц издал книгу «Расшифрованный мир» о внешней разведке и геополитике. В 2018 вместе с монахом-премонстрантом и писателем Каролом Ловашем Лоренц выпустил книгу «Это государственный переворот, на выходных домой не приду» о внутренней борьбе в КПЧ 1980-х.
Алоиз Лоренц живёт в фешенебельном квартале Братиславы. Деловые встречи предпочитает проводить в дорогих отелях и ресторанах. К публичности не склонен, но не отказывается от общения с прессой. В интервью Лоренц напоминает о своём приказе не применять насилия против Бархатной революции, утверждает, что сознательно стремился к диалогу с оппозицией, уничтожение архивов StB объясняет необходимостью исключить на будущее манипулирование и шантаж этими документами.
11 февраля 2014 Алоиз Лоренц был замечен на похоронах Василя Биляка, вместе с Милошем Якешем и послом РФ в Словакии Павлом Кузнецовым.